# Morena (Bolivia)
Movimiento de Renovación Nacional (mejor conocido por sus siglas, como Morena), es un partido político boliviano fundado el 12 de enero de 2025 y liderado por la alcaldesa electa de El Alto, Eva Copa, quien fue Presidenta de la Cámara de Senadores de Bolivia en el Gobierno de Jeanine Añez.
El partido fue fundado para competir en las elecciones generales de Bolivia de 2025. Sus candidatos fueron elegidos en mayo del 2025.

## Historia

### Antecedentes
Tras la renuncia de Evo Morales (como presidente), Álvaro García Linera (como vicepresidente), Víctor Borda (presidente de la Cámara de Diputados) y sobretodo Adriana Salvatierra (como presidenta de la Cámara de Senadores), la presidencia de la Cámara de Senadores quedo acéfala, así como también un vacío de poder. Tras la asunción de Jeanine Añez a la presidencia, Eva Copa asumió el 14 de noviembre de 2019 la presidencia de la Cámara de Senadores. Esto le valió un capital político importante, debido a que lideraba al Movimiento al Socialismo en la Asamblea en ese entonces, sirviendo como oposición al gobierno de transición.
Tras la victoria de Luis Arce con un 55% en las elecciones generales de 2020, Copa esperaba ser candidata a la Alcaldía de El Alto por el Movimiento al Socialismo. Sin embargo, en su lugar fue nombrado Zacarías Maquera. Esto ocasionó que Copa postulara con otro frente político. Finalmente, fue proclamada como candidata a la Alcaldía de El Alto con la alianza Jallalla, al mismo tiempo que Felipe "Mallku" Quispe buscaba ser gobernador de La Paz. Ganó la elección con un 67% de votos, junto con Santos Quispe (hijo de Felipe Quispe, quien lo reemplazó tras su fallecimiento) siendo Quispe el ganador en segunda vuelta con un 55% y con Copa ganándole a Maquera del MAS.

### Fundación

#### Como RenuEva (nombre propuesto)
Copa, al ser electa a la Alcaldía de El Alto, tuvo conflictos co  Leopoldo Chui (lider de la alianza que la postuló) por lo que el 6 de mayo de 2021, se separó de Jallalla, al igual que Quispe (quien se quedó con Adelante Pueblo Unido, la sigla de su padre). Eva Copa al mismo tiempo mostró interés en fundar su propia organización política, RenuEva, asumiendo los colores blanco y celeste. Fue oficialmente expulsada de Jallala el 26 de agosto de 2021, pero Copa y su organización RenueEva retuvieron 6 concejales de los 8 electos, dejando a Jallalla con 2 concejales.

#### Como Movimiento de Renovación Nacional (Morena)
El 20 de noviembre de 2024, Eva Copa expresó su intención de fundar un partido político a nivel nacional. Se creó Movimiento de Renovación Nacional (Morena, sin relación alguna con el partido político mexicano del mismo nombre), pero según el Tribunal Supremo Electoral, requería de un total de 124.000 firmas para obtener su personería jurídica.
Existieron varias denuncias, en especial de dos dirigentes: Germán Cachi y Yoacir Calamani; tanto Cachi como Calamani tenían constancia de que la Alcaldía de El Alto "obligaba" a los funcionarios públicos a unirse a Morena, sin embargo, eso no impidió que Morena obtenga finalmente su personería jurídica, el 12 de enero de 2025, según la resolución TSE-RSP-ADM N° 079/2025, y convirtiéndose en la decimosegunda fuerza política.

### Elecciones generales de Bolivia de 2025
Con Eva Copa siendo cercana a la ala arcista (alineada al presidente, Luis Arce) del Movimiento al Socialismo, se buscaba originalmente un "Bloque de Unidad" de Izquierda o "popular" entre Movimiento Tercer Sistema, Morena y el MAS-IPSP, asi como el ala radical (alineada al expresidente, Evo Morales). Esos intentos se vieron frustrados y originalmente Morena no buscaba participar en las elecciones de 2025. Morales terminó fundando EVO Pueblo para participar en las elecciones pero no logró su personería jurídica; Movimiento Tercer Sistema hizo un acuerdo con Andrónico Rodríguez (dando origen a la ala androniquista) bajo "Alianza Popular" y el MAS proclamó a Eduardo del Castillo como su candidato. El 16 de mayo de 2025, Copa confirmó su decisión de no ser parte de las elecciones, buscando participar en las elecciones subnacionales de 2026.
Copa obtuvo su primer aliado cuando tuvo acercamientos con el gobernador de Chuquisaca, Damián Condori. Sus dos agrupaciones, Chuquisaca Somos Todos (CST) y Bolivia Somos Todos (BST) no tenían personería jurídica a nivel nacional pero si en Chuquisaca y Oruro. El 9 de enero de 2025 se oficializó el acuerdo, por lo que Morena (sin haber sido parte de las elecciones subnacionales de 2021) obtuvo su única gobernación.Ese acuerdo se ratificó el 5 de marzo de 2025, con Copa al mando de Morena y Condori a cargo de Bolivia Somos Todos, probablemente con el objetivo de operar como BST en las subnacionales en caso de que Morena no obtenga el 3%.[cita requerida]
No obstante, Copa se retractó y Morena se inscribió el 18 de abril de 2025, sin más aliados que Chuquisaca Somos Todos y Bolivia Somos Todos de Condori, como único apoyo. Se rumoreaba que el binomio oficial era Copa-Condori, y así fue ratificado el 18 de mayo, un mes después de su inscripción.Sin embargo, dos días después, el 20 de mayo y a unas horas del final del plazo, Copa desplazó a Condori e inscribió a Jorge Richter (quien fue vocero presidencial del gobierno de Luis Arce) como su candidato a Vicepresidente.

## Resultados electorales

### Presidenciales
| Año  | Fórmula    | Fórmula        | Fórmula        | Primera vuelta                  | Primera vuelta                  | Primera vuelta                  | Balotaje                        | Balotaje                        | Balotaje                        | Resultado | Nota |
| Año  | Presidente | Presidente     | Vicepresidente | votos                           | %                               | Posición                        | votos                           | %                               | Posición                        | Resultado | Nota |
| ---- | ---------- | -------------- | -------------- | ------------------------------- | ------------------------------- | ------------------------------- | ------------------------------- | ------------------------------- | ------------------------------- | --------- | ---- |
| 2025 | Eva Copa   | Eva Copa Murga | Jorge Richter  | Se retiraron de las elecciones. | Se retiraron de las elecciones. | Se retiraron de las elecciones. | Se retiraron de las elecciones. | Se retiraron de las elecciones. | Se retiraron de las elecciones. | No electo |      |

### Parlamentarias
| Año  | Votos                           | %                               | Legisladores                    | Legisladores                    | Posición                        | Nota                            |
| Año  | Votos                           | %                               | Senadores                       | Diputados                       | Posición                        | Nota                            |
| ---- | ------------------------------- | ------------------------------- | ------------------------------- | ------------------------------- | ------------------------------- | ------------------------------- |
| 2025 | Se retiraron de las elecciones. | Se retiraron de las elecciones. | Se retiraron de las elecciones. | Se retiraron de las elecciones. | Se retiraron de las elecciones. | Se retiraron de las elecciones. |